# Семплинг (маркетинг)
Семплинг (от англ. sampling) — в продвижении товара — распространение образцов товара потребителям бесплатно или в качестве бонуса при покупке других товаров. Образцы (пробники) могут рассылаться по почте, разноситься «в каждую дверь», раздаваться в магазине и т.п.
Суть семплинга заключается в том, чтобы дать возможность потенциальным клиентам попробовать их товар, ознакомиться с ним бесплатно. 
Данный инструмент является одним из распространенных видов стимулирования сбыта, эффективно применяемого в случае первичного или повторного запуска товара на рынок. Параллельно может проходить мониторинг потребительской реакции.
Семплинг отличается от дегустации тем, что употребление пробной продукции происходит в любом месте. При проведении дегустации употребление происходит непосредственно на месте проведения промоакции. 
Рекламные акции в формате сэмплинга проводят промоутеры, услуги которых предоставляют рекламные агентства. 

## Виды семплинга
- Pack swap – обмен полупустых пачек одноименного товара на полные рекламируемого (сигареты, жевательные резинки);
- Dry sampling – покупателю рассказывают о продукте, а пробник товара (шампунь, крем, духи) он уносит «сухим пайком» домой;
- Wet sampling – предложение потребителям попробовать продукт (сыр, сок, колбасу и т.д.) непосредственно перед прилавком в месте продажи;
- Horeca sampling – сэмплинг алкогольных напитков и сигарет в ресторанах и барах[1].